# 死刑廃止を推進する議員連盟
死刑廃止を推進する議員連盟（しけいはいしをすいしんするぎいんれんめい）は、1994年に死刑の廃止を実現するために結成された日本の超党派の議員連盟。略称は「死刑廃止議連」。かつては国会議員数約100名を越えたが、2022年現在での参加国会議員数は約30名である。

## 概要
1994年4月6日に当時、公明党所属の国会議員だった二見伸明の働きかけで発足し、衆議院・参議院合わせて103人の超党派の国会議員が参加した。初代会長には元衆議院議長の田村元が就任。2代目会長は左藤恵元法務大臣、3代目会長は竹村泰子。2001年12月4日に亀井静香が第4代会長に就任した。
2003年、死刑廃止議連は超党派の議員立法で「重無期刑の創設及び死刑制度調査会の設置等に関する法律」を作成。その他にも、死刑制度に関する会合に議連メンバーが出席して廃止を訴えたり、死刑執行が行われた際に記者会見で抗議のアピールを行ったり、法務大臣に死刑執行停止の申し入れを行うなどの活動をしている。
なお議連のメンバーだった民主党の千葉景子は、鳩山由紀夫内閣での法相就任に伴い議連を退会。菅直人内閣でも留任し、第22回参議院議員通常選挙で落選後、7月24日に2人の死刑囚の死刑執行を命令した（24日の時点では落選は確定していたが、まだ参院議員の任期中だった）。
現在、
- 重無期刑（仮釈放のない無期刑）の創設
- 死刑評決の特例化
- 両院に死刑問題に関する協議機関を設置

の三点を中身とした議員立法「重無期刑の創設及び死刑に処する裁判の評決の特例等に関する法律案」の提出・成立に向け活動を活発化している。2011年8月8日、法務省主催の死刑の在り方についての勉強会に亀井静香会長及び村越祐民事務局長、本多平直幹事の3名が参加し、所見を述べた。
亀井静香が議員引退したため下火となり衰退、休眠状態となった。衣替えして、新たに存続派を加え、2018年12月5日に「日本の死刑制度の今後を考える議員の会」として新たなるスタートとなった。会長は非議員の河村建夫を経て、2022年3月に衆議院議員の平沢勝栄が就任。

## 参加議員
- 会長：（空席）
- 会長代行：（空席）
- 副会長：斉藤鉄夫（公明党）、福島瑞穂（社会民主党）
- 顧問：（空席）
- 事務局長：（空席）
- 幹事：御法川信英（自由民主党）、上田勇（公明党）、川田龍平・辻元清美（立憲民主党）、井上哲士（日本共産党）

## 引退・落選議員
- 保坂展人（顧問）（無所属・2009年に落選）
- 千葉景子（幹事）（民進党・2010年に落選）
- 中川秀直（会長代行）（自由民主党・2012年に引退）
- 仙谷由人（副会長）（民進党・2012年に落選、2018年に死去）
- 加藤紘一（副会長）（自由民主党・2012年に落選、2016年に死去）
- 村越祐民（事務局長）（無所属・2012年に落選）
- 浅野貴博（幹事）（自由民主党・2012年に落選）
- 亀井静香（会長）（無所属・2017年に引退）
- 仁比聡平（幹事）（日本共産党・2019年に落選）
- 本多平直（顧問）（立憲民主党・2021年に議員辞職）
- 山花郁夫（幹事）（立憲民主党・2021年に落選）
- 照屋寛徳（幹事）（社会民主党・2021年に引退・2022年に死去）
- 河村建夫（メンバー）（自由民主党・2021年に引退）